# Rada Semiostrovskij
La rada Semiostrovskij, letteralmente rada delle Sette isole (in russo Семиостровский Рейд, Semiostrovskij Rejd?) è un canale che separa le Sette isole dalla costa della penisola di Kola. Si trova in Russia, nell'oblast' di Murmansk, amministrato dal Lovozerskij rajon. Fa parte del mare di Barents.

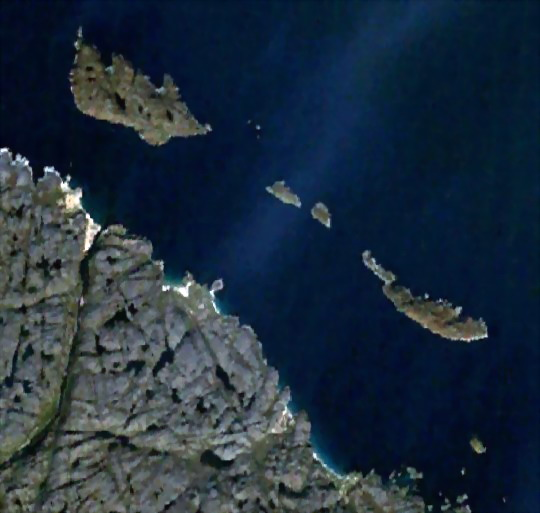
Veduta della rada Semiostrovskij dallo spazio

## Geografia
Il canale ha una lunghezza di 10 km, una larghezza che va dai 1,5 ai 3,5 km. La profondità massima è di 68 m, la minima di 15 m. La costa è ripida e rocciosa. Il canale è delimitato a nord-ovest dalla baia Širokaja (губа Широкая) e a sud-est dall'isola Kuvšin. Tutta l'area fa parte della Riserva Kandalakšskij (Кандалакшский заповедник).